# Callitricheae
Callitricheae (Dumort.) Dumort., 1827 è una tribù di piante angiosperme appartenenti alla famiglia delle Plantaginaceae.

## Etimologia
Il nome della tribù deriva dal suo genere tipo Callitriche L., 1748 la cui etimologia deriva da due parole greche "kallos" (= bello) e "trichos" (= capelli) in riferimento ai bei steli (o "dai bei filamenti").
Il nome scientifico della tribù è stato definito dal botanico, naturalista e politico belga Barthélemy Charles Joseph Dumortier (Tournai, 3 aprile 1797 – 9 giugno 1878) nella pubblicazione "Florula belgica, opera majoris prodromus - 90. 1827." del 1827.

## Descrizione

### Portamento
Il portamento delle specie di questa tribù è erbaceo, snello con cicli biologici annuali o perenni. L'ambiente può essere sia acquatico che anfibio o terrestre. In genere sono piante con molte ramificazioni. Gli steli sono eretti e emergenti o talvolta flottanti. Sono inoltre monoiche. Nelle specie terrestri (Hippuris) i rizomi sono increspati e striscianti (dal rizoma possono emergere dei verticilli di foglie). I peli sono spesso ghiandolosi (Hippuris è più glabra).

### Foglie
Le foglie sono decussate, oppure disposte in modo opposto o a rosette sui rami galleggianti, oppure sono verticillate (da 4 a 16 per verticillo); sono piccole, intere e senza stipole. Quelle subemerse hanno forme lineari e spesso sono bifide all'apice; quelle galleggianti o aeree sono lineari, ellittiche, oblunghe o spatolate. In alcune specie le foglie sono dimorfiche.

### Infiorescenze
Le infiorescenze sono formate da fiori unisessuali (bisessuali in Hippuris), solitari e minuti, normalmente posizionati all'ascella delle foglie. Spesso i fiori sono sottesi da un paio di bratteole a forma di corno. Raramente nella stessa ascella si trovano fiori maschili e femminili.

### Fiori

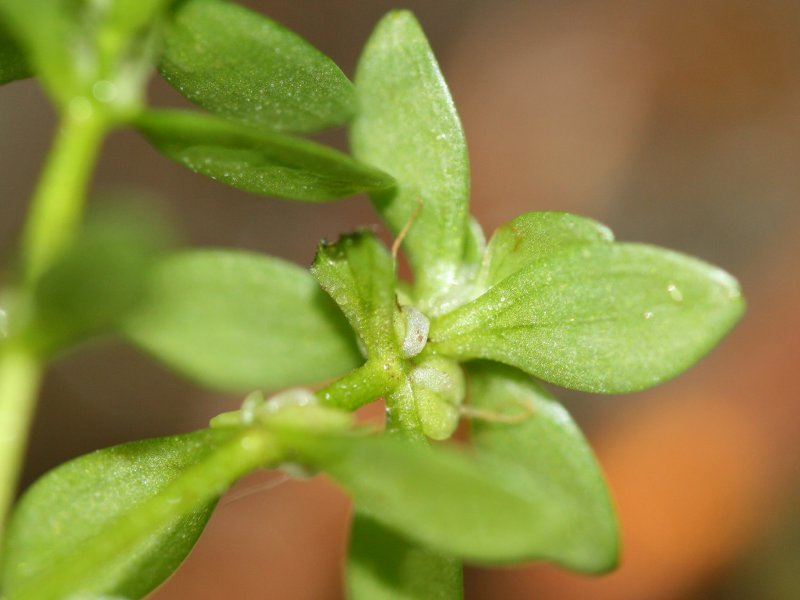
I fiori
Callitriche cophocarpa

I fiori sono attinomorfi e formati (nei fiori bisessuali) solamente dai due verticilli riproduttivi: androceo e gineceo.
- Il calice è assente in Callitriche, altrimenti è subgloboso e cilindrico (praticamente ridotto ad un orlo attorno al peduncolo fiorale).
- La corolla è assente.
- L'androceo nei fiori staminali è formato da un singolo stame con uno snello filamento terminante in una antera reniforme con due loculi. Le antere si aprono attraverso una fessura all'apice dell'antera stessa.
- Il gineceo dei fiori pistilliferi è bicarpellare (sincarpico - formato dall'unione di due carpelli connati); l'ovario è quindi biloculare ed è supero e subsessile. Ogni loculo, posizionato trasversalmente, è diviso in due camere (o 4 per falsi setti). Ogni camera possiede un singolo peduncolo con un ovulo assile. Gli ovuli hanno un solo tegumento e sono tenuinucellati (con la nocella, stadio primordiale dell'ovulo, ridotta a poche cellule).[13]. Gli ovuli sono sia anatropi che epitropi. Gli stili (due in Callitriche) sono allungati, liberi e papillosi. In Hippuris il ginoceo è infero e monocarpellare (uniloculare) e lo stilo (unico) ha un'area stigmatica distribuita su tutta la lunghezza laterale del filamento.

### Frutti
I frutti (schizocarpi) si separano in 4 mericarpi simili a drupe; i mericarpi sono arrotondati, carenati o alati con endocarpo indurito. Il seme ha un embrione diritto, mentre l'endosperma è carnoso.

## Biologia
Le specie di questo raggruppamento si riproducono per impollinazione tramite insetti quali imenotteri, lepidotteri o ditteri (impollinazione entomogama) o tramite il vento (impollinazione anemogama soprattutto in Hippuris) o per idrogamia (Callitriche).
La dispersione dei semi avviene soprattutto ad opera dalla corrente dell'acqua (idrocoria).
Queste piante in genere vegetano nei bacini d'acqua a decorso lentissimo o stagnante. Si riproducono molto abbondantemente e in breve tempo ricoprono l'intera superficie lacustre. Spesso sono considerate invasive in quanto bloccano il regolare decorso delle acque. Sott'acqua tendono a produrre una notevole massa di filamenti radicali. Le specie del genere Hippuris vivono nel fango con la parte riproduttiva aerea; se sommerse dall'acqua diventano sterili.

## Distribuzione e habitat
La tribù ha una distribuzione cosmopolita con una certa prevalenza nelle zone temperate.

## Tassonomia
La famiglia Plantaginaceae comprende 12 tribù, 105 generi e oltre 1 800 specie.

### Generi
La tribù Callitricheae comprende 2 generi e circa 80 specie:
- Callitriche L. (75 spp.)
- Hippuris L. (4 spp.)

### Filogenesi
L'estrema riduzione degli organi fiorali, oltre all'anatomia vascolare, ha sempre reso difficile la posizione filetica delle piante di questo gruppo. In passato spesso erano associate alla famiglia delle Haloragaceae (ordine Haloragales, sottoclasse Rosidae in Cronquist - ora nell'ordine Saxifragales, clade Eucotiledoni basali in Classificazione APG III); oppure alla famiglia Euphorbiaceae (ordine Euphorbiales, sottoclasse Rosidae in Cronquist - ora nell'ordine Malpighiales, clade Eurosidi I in Classificazione APG III). Ma alcune differenze morfologiche le rendono tuttavia uniche: nel dimorfismo tra le foglie aeree e quelle sommerse, nell'assenza o quasi del perianzio, nell'androceo ridotto ad un unico stame, nell'area stigmatica distribuita su un lato dello stilo, e altro ancora.
Storicamente questo gruppo ha fatto parte della famiglia delle Callitrichaceae Link, 1821 (il genere Callitriche) e della famiglia delle Hippuridaceae Vest, 1818 (il genere Hippuris), secondo la classificazione ormai classica di Cronquist. Attualmente con i nuovi sistemi di classificazione filogenetica molecolare (classificazione APG) i due generi sono stati raggruppati in un'unica tribù e assegnati alla famiglia delle Plantaginaceae nonostante le morfologie molto distintive dei due generi.

### Specie italiane
Nella flora spontanea italiana sono presenti le specie di entrambi i generi di questo gruppo (12 specie del genere Callitriche).